# Jean Preudhomme
Jean Preudhomme ou Preud'ho(m)me ou Prudhomme, baptisé le 23 novembre 1732 à Rolle (Vaud) et mort le 20 juillet 1795 à La Neuveville, est un peintre suisse spécialisé dans le portrait.
Preudhomme étudia la peinture à Paris avec Jean-Baptiste Leprince et Jean-Baptiste Greuze. Les Mélanges helvétiques de 1782–1786 parlent de Preudhomme comme d'un portraitiste à la mode. Il travailla à Genève, Lausanne, Neuchâtel et Berne. 
Le Musée Rath possède de lui un portrait de femme et le National Museum of Scotland le tableau Portrait of Douglas, 8th Duke of Hamilton,on his Grand Tour with his Physician Dr John Moore and the Latter's Son John. Au fond de ce tableau on voit la ville de Genève.  
Les tableaux de Preudhomme sont rares sur le marché de l'art.